# Соловйов Володимир Сергійович
Володимир Сергійович Соловйов (16 січня (28 січня) 1853, Москва — 31 липня (12 серпня) 1900, маєток Вузьке, Московський повіт, Московська губернія) — російський філософ, богослов, поет, публіцист, літературний критик; почесний академік Імператорської академії наук по розряду красного письменства (1900) з українським корінням. Стояв біля витоків російського «духовного відродження» початку XX століття. Вплинув на релігійну філософію М. О. Бердяєва, Антанаса Мацейна, С. М. Булгакова, С. М. Трубецького та Є. М. Трубецького, П. А. Флоренського, С. Л. Франка, а також на творчість поетів-символістів — А. Білого, Олександра Блока та інших. По материнській лінії — онук козацького сотника Василя Сковороди, брата філософа Григорія Сковороди.

## Життєпис

### Дитинство, навчання
Народився в Москві 16 січня 1853 року в родині російського історика Сергія Михайловича Соловйова. Мати філософа Поліксена Володимирівна належала до українсько-польської сім'ї, серед предків якої був відомий український філософ Г. С. Сковорода. Батько Володимира Соловйова вирізнявся суворістю. У сім'ї все було підпорядковане жорстким правилам. Як зазначав О. Ф. Лосєв, «середовище ранніх років Володимира Соловйова склалася досить сприятливо для його подальшого духовного розвитку». У 1864 році батько з сином були проти заслання Чернишевського на каторгу. Навчався майбутній філософ у московській 5-ї гімназії (нині московська школа № 91). У 1869 році вступив до Московського університету на природниче відділення, через два роки перейшов на історико-філологічне. Вивчав праці О. С. Хомякова, Шеллінга та Геґеля, Канта, Фіхте. У двадцять один рік написав свою першу велику роботу «Криза західної філософії», у якій виступив проти позитивізму й поділу (дихотомії) «спекулятивного» (раціоналістичного) і «емпіричного» знання.

### Університетська кар'єра

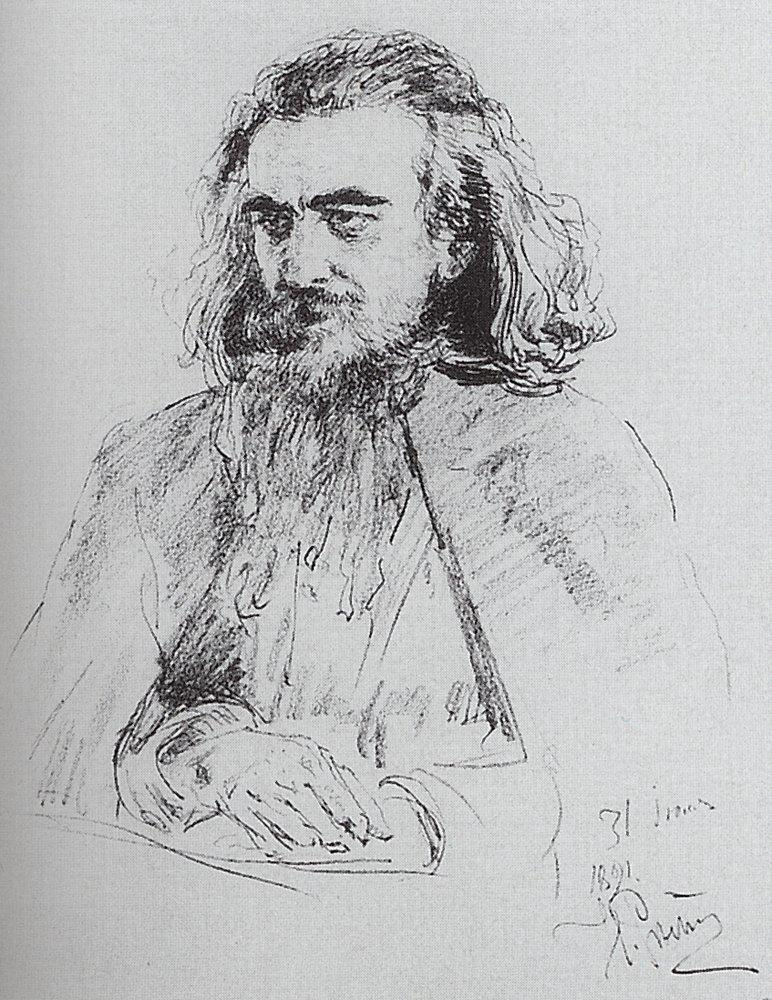
В. С. Соловйов. Портрет роботи І. Рєпіна (1891)

У червні 1876 року почав викладати в університеті, але через гризню з професорами у березні 1877 року залишив Москву і переїхав до Санкт-Петербурга, де став членом Вченого комітету при Міністерстві народної освіти та одночасно викладав в університеті.
У 1880 році захистив докторську дисертацію. М. І. Владіславлєв, який відігравав впливову роль у Петербурзькому університеті і який раніше позитивно оцінив магістерську дисертацію Соловйова, почав ставитися до нього досить прохолодно, тому-то Володимир Соловйов залишався на посаді доцента, але не професора. 28 березня 1881 року Соловйов прочитав лекцію, у якій закликав помилувати вбивць Олександра II. Прочитання тої лекції (її текст не зберігся) вважають причиною його звільнення з університету, хоч це й не мало серйозніших наслідків.

### Вільний філософ
Цілком віддається написання творів суто богословського характеру, які вже були підготовлені його філософсько-теоретичними роздумами: задумує тритомну праця на захист католицизму, але з різних причин цензурного й технічного характеру замість цих запланованих трьох томів вийшла в 1886 році робота «Історія та майбуття теократії», а в 1889 році, вже французькою мовою, у Парижі — «Росія та Вселенська церква». В останні роки свого життя й особливо з 1895 року повертається до філософії.

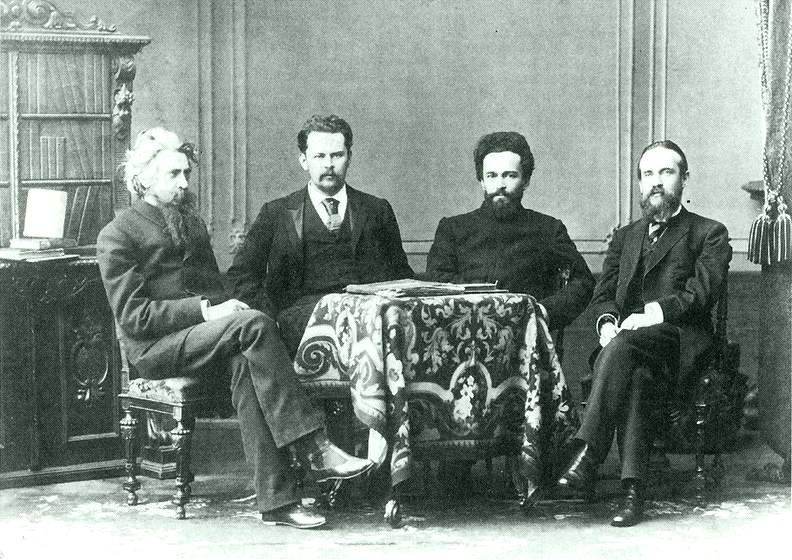
Соловйов Вл. С., Трубецькой С. М., Грот Н. Я., Лопатин Л. М.

Сім'ї не мав; жив здебільшого в маєтках своїх друзів або за кордоном; був людиною експансивною, захопленою і поривчастою.

### Смерть
Під кінець 1890-х здоров'я його стало помітно погіршуватися. Влітку 1900 року Соловйов приїхав до Москви, щоб здати до друку свій переклад Платона. Уже 15 липня, у день своїх іменин, відчув себе дуже погано. У той же день він попросив свого друга Давидова відвезти його в підмосковний маєток Вузьке (тепер у складі Москви, Профспілкова вул., 123А), що належало тоді князю Петру Миколайовичу Трубецькому, у якому тоді жив зі своєю родиною друг і учень Володимира Соловйова, відомий професор Московського університету Сергій Трубецькой, який був єдинокровним братом власника маєтку. У маєток Соловйов приїхав уже важко хворим. Лікарі визначили в нього склероз артерій, цироз нирок та уремію, а також повне виснаження організму, але допомогти вже нічим не змогли. В. С. Соловйов після двотижневої хвороби помер у Вузькому в кабінеті П. М. Трубецького 31 липня (13 серпня за новим стилем) 1900 року. Похований на Новодівичому кладовищі, поблизу могили свого батька.

## Філософія Володимира Соловйова
Основною ідеєю його релігійної філософії була ідея: Софія — Душа Світу. Мається на увазі містична космічна сутність, що поєднує Бога з земним світом; Софія уособлює собою вічну жіночність у Бозі і, одночасно, замисел Бога про світ. Цей образ зустрічається у Біблії; Соловйову ж він був відкритий у містичному видінні, про яке оповідає його поема «Три побачення». Ідеї Софії реалізуються у триякий спосіб: в теософії формується уявлення про неї, в теургії вона здобувається, а в теократії вона втілюється.
- Теософія — дослівно Божа мудрість. Вона є синтезом наукових відкриттів і одкровень християнської релігії в межах цільного знання. Віра не суперечить розумові, а доповнює його. Соловйов визнає ідею еволюції, але вважає її спробою подолання гріхопадіння через прорив до Бога. Еволюція проходить п'ять етапів або царств: мінеральне, рослинне, тваринне, людське і Боже.
- Теургія — дослівно боготворчість. Соловйов рішуче виступав проти моральної нейтральності науки. Теургія — це очисна практика, без якої неможливе осягнення істини. В її основі лежить культивування християнської любові, як відречення від самоствердження, заради єдності з іншими.
- Теократія — дослівно влада Бога, те, що Чаадаєв називав досконалим устроєм. В основу теократичної держави мають бути покладені духовні принципи, і вона повинна мати не національний, а вселенський характер. На думку Соловйова, першим кроком до теократії повинно стати об'єднання Російської монархії з Католицькою церквою.

У 1880-х роках Володимир Соловйов написав і опублікував ряд творів, у яких пропагував ідею возз'єднання Західної та Східної Церков під главенством Папи Римського (найважливіший з них — «Росія та Вселенська Церква», Париж, 1889), за що був підданий критиці слов'янофілами та консерваторами.
Однак російський релігійний філософ В. В. Розанов у статті «Незгода між Достоєвським і Соловйовим» (1906) пише: «Наприкінці життя, у хвилину глибокої слабкості, він заявив що, відмовляється від миротворчих (примирливих) спроб між православ'ям та католицизмом, й помер стійкою православною людиною. Таким чином підозра у сильній його католицькій забарвленості відпадає сама по собі».

## Про приналежність Соловйова до когорти українських науковців
Видатна українська історикиня Наталія Полонська-Василенко у розділі «Україна під чужинською окупацією» 2-го тому своєї багатомної праці "Історія України-Руси" наводить думку відомого діяча української еміграції отця Петра Голинського з приводу приналежності вченого:

## Твори
- Філософські основи цільного знання (Философские начала цельного знания), 1877
- Читання про боголюдство (Чтения о богочеловечестве), 1878
- Критика абстрактних засад (Критика отвлеченных начал), 1880
- Духовні основи життя (Духовные основы жизни), 1882—1884
- Про занепад середньовічного світоспоглядання (Об упадке средневекового миросозерцания), 1891
- Смисл любові (Смысл любви), 1894
- Виправдання добра (Оправдание добра), 1897
- Три бесіди (Три разговора), 1900